# Квантитативно истраживање
Квантитативно истраживање је истраживање које се спроводи у друштвеним наукама, ослањајући се на теорију вероватноће и статистику, резултате добијене на узорку испитаника примењују на целокупној популацији. Циљ истраживања може бити опис стања или установљавање узрочно-последичних односа између појединих компоненти. У овај скуп истраживања спадају експерименти, као и теренске, телефонске и поштанске анкете. Полази се од јасно дефинисаних, унапред постављених хипотеза које се тестирају статистичким анализама. Главни циљ је провера теорија и хипотеза, уочавање узрочно последичних веза. Овакво истраживање се не спроводи у природним условима већ изоловањем варијабли, контролом спољашњих утицаја којима се може приступити искључиво емпиријским путем.

## Истраживачке методе
У квантитативним истраживањима се користе стандардне технике као што су интервју, телефонско или интернет истраживање. Темеље се на структурираним питањима мање комплексности и репрезентативном узорку испитаника, те дају резултате примењиве на укупну популацију. Укључују статистичке анализе.

## Подручје примене
Квантитативна истраживања се примењују у друштвеним наукама, нпр. у лингвистици, антропологији, социологији и економији.